# Ariadna Font
Ariadna Font Llitjós (Barcelona, 1974) es una lingüista computacional, ejecutiva y empresaria tecnológica española. Creó el área de ética algorítmica de Twitter en 2019. Fue incluida en la lista de la revista Forbes de los 100 españoles más creativos en el mundo de los negocios en 2023.

## Trayectoria
Se licenció en Traducción e Interpretación por la Universidad Pompeu Fabra (UPF) en 1996. Luego se dedicó al procesamiento del lenguaje natural, como parte de la Unidad de Investigación de Lingüística Computacional del Instituto Universitario de Lingüística Aplicada de la UPF. En 1997 inició estudios de doctorado de Ciencia Cognitiva y Lenguaje de la Universidad Autónoma de Barcelona, la Universidad de Barcelona, la Universidad Rovira i Virgili y la UPF; que finalizó en 1999. En 2021 obtuvo el Máster en Tecnologías del Lenguaje del Instituto de Tecnologías del Lenguaje, y en 2007, el doctorado en Lenguaje y Tecnologías de la Información, ambos de la Universidad Carnegie Mellon (CMU). Su tesis de doctorado se tituló Automatic Improvement of Machine Translation Systems (Mejora automatizada de los sistemas de traducción automática).
En 2007 entró a trabajar como lingüista computacional en Vivisimo, Inc, una empresa dedicada a la búsqueda de información en el contexto empresarial y gubernamental. Después, trabajó como directora de Tecnologías Emergentes en IBM Research y después como directora de desarrollo de productos y directora de diseño en el área de datos e inteligencia artificial de IBM Watson.
En 2019, comenzó a trabajar en Twitter, como directora de ingeniería de la plataforma de aprendizaje automático, donde creó el área de ética algorítmica, bajo el proyecto Responsible Machine Learning, equipo que desapareció tras la compra de Twitter por Elon Musk en 2022, momento en el que también fue despedida junto a otros 3 000 empleados. Durante esta etapa fue miembro de la junta de Twitter Women y de Twitter Alas.
En julio de 2024 cofundó y es la directora general de Alinia AI, una startup española con sede en Barcelona que guía y facilita la creación de aplicaciones de inteligencia artificial generativa de código abierto a empresas, bajo un marco ético de gobernanza evitando que contengan información que violen los derechos humanos.
Participa como ponente en diferentes eventos relacionados con tecnología e inteligencia artificial como el Forum Europeo de Inteligencia Artificial, el Barcelona Deep Tech Summit o las jornadas de innovación del Instituto de Ingeniería del Conocimiento. Además, forma parte del consejo editorial de ON IA, sección especializada dedicada a la inteligencia artifical de ON Economía del diario digital El Nacional.

## Reconocimientos
En 1998, Font consiguió una beca de la Fundación "la Caixa" que le permitió cursar estudios en la Universidad Carnegie Mellon, en Estados Unidos. En 2023, fue incluida en la lista de los 100 españoles más creativos en el mundo de los negocios de la revista Forbes.